# Alexandre Louis Lefebvre
Pour les articles homonymes, voir Lefebvre.
Alexandre Louis Lefebvre est un entomologiste français, né le 14 novembre 1798 à Paris et mort le 12 décembre 1867 à Bouchevilliers, près de Gisors.
Il ne doit pas être confondu avec son contemporain Louis Charles Nicolas Lefebvre de Cerisy (1789-1864) également entomologiste et également membre de la Société entomologique de France.

## Biographie
Alexandre Louis Lefebvre est né le 14 novembre 1798 à Paris,,. Il est le fils de Louis Isodore Lefebvre et de Sara Calmer,, fille de Liefmann Calmer.
Il entre, en 1818, comme clerc chez un avoué pour lequel exerce l’entomologiste Achille Rémy Percheron (1797-1869) avec lequel il se lie d’amitié,. Dès sa majorité et son indépendance financière assurée par la reddition de ses comptes de tutelle, il abandonne cette carrière voulue par son père pour se consacrer à l'histoire naturelle et à l'entomologie à laquelle il fut véritablement initié par Jean-Baptiste Godart (1775-1825).
De très bonne constitution et facilement polyglotte, il entreprend, afin de découvrir de nouvelles espèces et de se constituer une vaste collection d'histoire naturelle, de nombreux voyages dès 1822. Il visite ainsi les Pyrénées en 1822, la Provence en 1823 avec Achille Percheron et la Sicile en 1824 avec Gabriel Bibron (1805-1848). En 1828 et 1829, il réalise un voyage en Egypte avec l'intention de descendre jusqu'au Darfour. Il rencontre le docteur Étienne Pariset à Thèbes qui, envoyé par le gouvernement français pour étudier l'épisode de peste sévissant dans la région, le dissuade de poursuivre son voyage. Il retourne en France en passant par la Grèce, la Turquie, la Serbie, la Hongrie, l’Autriche et la Bavière.
Il est à l’origine de la réunion du premier groupe d’entomologistes qui vont créer, le 29 février 1832, la Société entomologique de France dont il occupera le poste de secrétaire de 1832 à 1836,, et doit être considéré comme son véritable fondateur.
Il se marie à Paris le 27 janvier 1834 avec Hermine Charlotte Lahaye.
En 1836, il se retire à Bouchevilliers dans l'Eure où il poursuit ses recherches sur la ptérologie des insectes,.
Il est fait chevalier de la Légion d’honneur en 1848.
Il est mort à Bouchevilliers le 12 décembre 1867,,.

## Travail entomologique
Si tous les ordres d’insectes l’intéressent et sur lesquels il publie plus d'une cinquantaine de travaux, c’est principalement son œuvre sur les lépidoptères qui attire l’attention. Se basant sur l’utilisation des nervures des ailes des hyménoptères pour leur classification, il propose en 1842, un système de classification basée sur les nervures des ailes de papillons.

### Liste de taxons décrits
- Acheron Lefebvre, 1842[6],[7]
- Amata kuhlweini (Lefebvre, 1832)[8] décrite sous le protonyme Syntomis Khulweinii[9].
- Amoea Lefebvre, 1842[10],[6]
- Apamea exulis (Lefebvre, 1836)[11],[12],[13] décrit sous le protonyme Hadena exulis[14].
- Ascalaphidae Lefebvre, 1842[10],[6]
- Ascalaphinae Lefebvre 1842[10],[6]
- Ascalaphini Lefebvre 1842[15],[6]
- Brachytrupes megacephalus (Lefebvre, 1827)[16] décrit sous le protonyme Gryllus megacephalus[17].
- Bradyporus macrogaster (Lefebvre, 1831)[18],[19] décrit sous le protonyme Ephippiger macrogaster[20].
- Colias hecla Lefebvre, 1836[21],[22],[23].
- Ctenoplusia accentifera (Lefebvre, 1827)[24] décrite sous le protonyme Plusia accentifera[25].
- Deleproctophylla Lefebvre, 1842[26],[6]
- Drasteria cailino (Lefebvre, 1827)[27] décrit sous le protonyme Heliothis cailino[17].
- Eremiaphila Lefebvre, 1835[28],[29],[30].
- Eremiaphila anubis Lefebvre, 1835[28],[29]
- Eremiaphila audouini Lefebvre, 1835[28],[29]
- Eremiaphila bovei Lefebvre, 1835[28],[29]
- Eremiaphila cerisyi Lefebvre, 1835[28],[29]
- Eremiaphila genei Lefebvre, 1835[28],[29]
- Eremiaphila hebraica Lefebvre, 1835[28],[29]
- Eremiaphila hralili Lefebvre, 1835[28],[29]
- Eremiaphila khamsini Lefebvre, 1835[28],[29]
- Eremiaphila kheychi Lefebvre, 1835[28],[29]
- Eremiaphila luxor Lefebvre, 1835[28],[29]
- Eremiaphila petiti Lefebvre, 1835[28],[29]
- Eremiaphila savignyi Lefebvre, 1835[28],[29]
- Eremiaphila typhon Lefebvre, 1835[28],[29]
- Eremiaphila zetterstedti Lefebvre, 1835[28],[29]
- Heteronutarsus Lefebvre, 1835[28],[29],[30]
- Heteronutarsus aegyptiacus Lefebvre, 1835[28],[29]
- Hybrisini Lefebvre, 1842[31]
- Isturgia spodiaria (Lefebvre, 1831)[32] décrite sous le protonyme Fidonia spodiaria[33].
- Libelloides latinus (Lefebvre, 1842)[26] décrit sous le protonyme Ascalaphus latinus[6].
- Lycaena ottomana (Lefebvre, 1831)[23] décrite sous le protonyme Polyommatus ottomanus[34].
- Mustha spinosula (Lefebvre, 1831)[35] décrite sous le protonyme Halys spinosula[36].
- Proctarrelabis Lefebvre, 1842[6],[37]
- Protaetia (Netocia) squamosa (Lefebvre, 1827)[38] décrite sous le protonyme Cetonia squamosa[17].
- Puer Lefebvre, 1842[26],[6]
- Schyzops aegyptiaca (Lefebvre, 1831)[39] décrite sous le protonyme Pentatoma aegyptiaca[40].
- Sesamia nonagrioides (Lefebvre, 1827)[41]	décrite sous le protonyme Cossus nonagrioides[17] (voir p. 98).
- Solenosthedium bilunatum (Lefebvre, 1827)[42],[43] décrit sous le protonyme Scutellera bilunata[17].
- Stictoleptura silbermanni (Lefebvre, 1835) décrit sous le protonyme Leptura silbermanni[44] (nomen oblitum)[45] ou (nomen dubium)[46].
- Stilbopteryx napoleo (Lefebvre, 1842)[47],[48] décrit sous le protonyme Ascalaphus napoleo[6].
- Streblote siva (Lefebvre, 1827)[49] décrit sous le protonyme Bombyx siva[50].
- Suhpalacsa Lefebvre, 1842[10],[6]
- Thaneroclerus Lefebvre, 1838[51],[52]
- Thaneroclerus buqueti (Lefebvre, 1835)[51],[52] décrit sous le protonyme Cerus buquet[53].
- Trabala vishnou (Lefebvre, 1827)[54] décrite sous le protonyme Gastropacha Vishnou[50].

### Hommages
C'est sur la base d'un spécimen récolté par Alexandre Lefebvre que Jean-Baptiste Alphonse Dechauffour de Boisduval décrit le Moiré cantabrique (Erebia lefebvrei) et lui dédie cette espèce.
Liste d'espèces dédiées :
- Brachygluta lefebvrei (Aubé, 1833)[55],[56]
- Carabus lefebvrei Dejean, 1826[57],[58]
- Chauvetia lefebvrii (Maravigna, 1840)[59],[60]
- Diplacodes lefebvrii (Rambur, 1842)[61],[62]
- Erebia lefebvrei (Boisduval, 1828)[63],[64]
- Eremiaphila lefebvrii Burmeister, 1838[65],[66]
- Glenea lefebvrei (Guérin-Méneville, 1831)[67],[68]
- Hedriodiscus lefebvrei (Macquart, 1838)[69],[70]
- Horaga lefebvrei (C. Felder & R. Felder, 1862)[71],[72]
- Membracis lefebvrei Fairmaire, 1846[73],[74]
- Megachile lefebvrei (Lepeletier, 1841)[75],[76]
- Mesoprionus lefebvrei (Marseul, 1856)[77],[78]
- Onychogomphus lefebvrii (Rambur, 1842)[61],[79]
- Procirrus lefebvrei (Latreille, 1829)[80],[81]
- Psilosoma lefebvrei (Zetterstedt, 1835)[82],[83]
- Rhynchium oculatum lefebvrei (Lepeletier, 1841) [75],[84],[85]
- Ropalidia lefebvrei (Le Guillou, 1841)[86],[87],[88]
- Scaphura lefebvrei (Brullé, 1835)[89],[90]

#### Remarques
L'espèce Anthia lefebvrei Guérin-Méneville, 1847 n'a pas été nommée en l'honneur de d'Alexandre Lefebvre mais en celui de Théophile Lefebvre (1811-1860).
Il est à noter que certaines espèces peuvent porter dans la littérature les épithètes lefebvrii ou lefebvrei. Ceci provient du fait que l'épithète lefebvrii donnée initialement par certains auteurs et faisant référence à Alexandre Lefebvre peut être considérée comme une erreur de latinisation car il devrait s'écrire lefebvrei et doit être corrigée et constitue une émendation justifiée au sens du Code international de nomenclature zoologique. Certains noms ont été corrigés comme Saperda lefebvrii aujourd'hui accepté comme Glenea lefebvrei ou Megachile lefebvrii aujourd'hui Megachile lefebvrei et d'autres non comme Chauvetia lefebvrii ou la tentative d'émendation a été jugée comme injustifiée. L'erreur manifeste d'orthographe de Procirrus lefeburi a été corrigée en Procirrus lefebvrei.

### Liste de publications
- Lefebvre, A. 1827. Description de trois Papillons nouvellement observés. Mémoires de la Société Linnéenne de Paris, 5: 486-492. (lire en ligne)
- Lefebvre, A. 1827. Description de divers Insectes inédits recueillis en Sicile. Mémoires de la Société Linnéenne de Paris, 6: 94-108, pl. 5. (lire en ligne)
- Lefebvre, A. 1827. Description de cinq espèces de Lépidoptères Nocturnes, des Indes orientales. Zoological Journal, 2(10): 205-212. (lire en ligne)
- Lefebvre, A. 1831. Description du Satyrus authelea Hubner. Magasin de Zoologie, 1: no 3 (Pl.3 - Texte)
- Lefebvre, A. 1831. Description de Ephippiger macrogaster. Magasin de Zoologie, 1: no 5 (Pl.5 - Texte)
- Lefebvre, A. 1831. Description du Polyommatus ottomanus. Magasin de Zoologie, 1: no 19 (Pl.19 - Texte)
- Lefebvre, A. 1831. Description de la Pentatoma aegyptiaca. Magasin de Zoologie, 1: no 20 (Pl.20 - Texte)
- Lefebvre, A. 1831. Description de Halys spinosula. Magasin de Zoologie, 1: no 21 (Pl.21 - Texte)
- Lefebvre, A. 1831. Description de Halys hellenica. Magasin de Zoologie, 1: no 24 (Pl.24 - Texte)
- Lefebvre, A. 1831. Description de la Fidonia Duponcheliaria. Magasin de Zoologie, 1: no 32 (Pl.32 - Texte)
- Lefebvre, A. 1831. Insertion de deux pattes surnuméraires au trochanter de la patte antérieure gauche chez un Scarite pyracmon. Magasin de Zoologie, 1: no 40 (Pl.40 - Texte)
- Lefebvre, A. 1831. Description de la Fidonia spoliaria. Magasin de Zoologie, 2: no 8 (Pl.8 - Texte)
- Lefebvre, A. 1831. Description de la Syntomis Kuklweinii. Magasin de Zoologie, 2: no 8 (Pl.23 - )
- Lefebvre, A. 1832. Caractère distinctif entre quelques Satyres européens de la section des Leucomélaniens. Annales de la Société entomologique de France, 1: 80-90. (lire en ligne)
- Lefebvre, A. 1832. Note sur l’accouplement de Lépidoptères. Annales de la Société entomologique de France, 1: 231-233. (lire en ligne)
- Lefebvre, A. 1832. Note sur une apparition considérable de Hannetons (Melotontha vulgaris). Annales de la Société entomologique de France, 1: 236-237. (lire en ligne)
- Lefebvre, A. 1832. Note sur les habitudes naturelles du Graphipterus variegatus. Annales de la Société entomologique de France, 1: 311-313. (lire en ligne)
- Lefebvre, A. 1832. De la phosphorescence de la chenille de la Noctua occulta. Annales de la Société entomologique de France, 1: 424-425. (lire en ligne)
- Lefebvre, A. 1832. Observations sur la facilité qu’ont quelques Insectes de pouvoir vivre dans la neige pendant un temps assez long, et observations sur un Gyrinus lineatus trouvé au pied du dernier cône de l’Etna à 10 000 pieds au-dessus de la mer. Annales de la Société entomologique de France, 1: 425-426. (lire en ligne)
- Lefebvre, A. 1832. Remarques sur le Satyre D'Arcet. Annales de la Société entomologique de France, 1: 440. (lire en ligne)
- Lefebvre, A. 1833. Observations sur la faune de la forêt de Fontainebleau. Annales de la Société entomologique de France, 2: xl. (lire en ligne)
- Lefebvre, A. 1833. Scolopendre qui aurait été rejetée par des éternuements des sinus frontaux d’une femme. Annales de la Société entomologique de France, 2:  lxv-lxvi. (lire en ligne)
- Lefebvre, A. 1834. Chrysalide pouvant résister à des températures extrêmes. Annales de la Société entomologique de France, 3: xxiv. (lire en ligne)
- Lefebvre, A. 1834. Identité des Satyrus anthelea et telephassa. Annales de la Société entomologique de France, 3: xxiv-xxv. (lire en ligne)
- Lefebvre, A. 1834. Identité de la Megacephala Adonis avec la M. Laportei. Annales de la Société entomologique de France, 3: xxv. (lire en ligne)
- Lefebvre, A. 1834. Chrysalide de Bombyx rubi qui, après avoir été gelée, s’est métamorphosée au printemps. Annales de la Société entomologique de France, 3: xxiii. (lire en ligne)
- Lefebvre, A. 1835. Rectification de la Nyssia pomonaria. Annales de la Société entomologique de France, 4: 101-106. (lire en ligne)
- Lefebvre, A. 1835. Description d’un Argus Alexis hermaphrodite. Annales de la Société entomologique de France, 4: 145-151. (lire en ligne)
- Lefebvre, A. 1835. Nouveau groupe d’Orthoptères de la famille des Mantides. Annales de la Société entomologique de France, 4: 449-508. (lire en ligne)
- Lefebvre, A. 1835. Description d'un Coléoptère nouveau du genre Clerus sous ses divers états. Annales de la Société entomologique de France, 4: 575-585. (lire en ligne)
- Lefebvre, A. 1835. Critique de l'opinion de M. Spinola sur la cause des anomalies chez les Coléoptères. Annales de la Société entomologique de France, 4: xl. (lire en ligne)
- Lefebvre, A. 1835. Dégâts causés dans le département de l'Eure par une espèce de Cecidomyia. Annales de la Société entomologique de France, 4: lv. (lire en ligne)
- Lefebvre, A. 1835. Observations géographiques sur le Gryllus megacephalus. Annales de la Société entomologique de France, 4: lxxvii. (lire en ligne)
- Lefebvre, A. 1835. Remarques de géographie sur les Arge. Annales de la Société entomologique de France, 4: lxxvii. (lire en ligne)
- Lefebvre, A. 1835. Monument Latreille. Annales de la Société entomologique de France,	4: xcvii-ci. (lire en ligne)
- Lefebvre, A. 1835. Lettre sur le Canopus obtectus. Magasin de zoologie, 5(126): 1-23. (lire en ligne)
- Lefebvre, A. 1835. Description d'un coléoptère nouveau. Revue entomologique, 3: 303-307. (lire en ligne)
- Lefebvre, A. 1836. Description d'une nouvelle espèce de Coliade. Annales de la Société entomologique de France, 5: 383-387 . (lire en ligne)
- Lefebvre, A. 1836. Description de quelques Lépidoptères Nocturnes hyperboréens. Annales de la Société entomologique de France, 5: 389-401. (lire en ligne)
- Lefebvre, A. 1836. Anthocaris eupheno synonyme des A. gallo-algirus et Douei. Annales de la Société entomologique de France, 5: vi-vii. (lire en ligne)
- Lefebvre, A. 1836. Variations des taches noires dans les ailes des Satyres leucomélaniens. Annales de la Société entomologique de France, 5: lxxii. (lire en ligne)
- Lefebvre, A. 1837. Description de l'Argynnis selenis (Eversmann). Annales de la Société entomologique de France, 6: 15-18. (lire en ligne)
- Lefebvre, A. 1838. Remarques sur le sentiment olfactif des antennes. Annales de la Société entomologique de France, 7: 395-399. (lire en ligne)
- Lefebvre, A. 1838. Nouvelles diverses. Annales de la Société entomologique de France, 7: x-xiii. (lire en ligne)
- Lefebvre, A. 1842. Communication verbale sur la ptérologie des Lépidoptères. Annales de la Société entomologique de France, 11: 5-35. (lire en ligne)
- Lefebvre, A. 1842. Communication sur une larve d'Ascalaphus trouvée auprès de Toulon par M. de Cerisy. Annales de la Société entomologique de France, 11: xvii-xix. (lire en ligne)
- Lefebvre, A. 1842. Sur le système ptérologique des Hémiptères Homoptères de la tribu des Membracides. Annales de la Société entomologique de France, 11: xx-xxii. (lire en ligne)
- Lefebvre, A. 1842. Monographie du genre Ascalaphus, espèce nouvelle A. napoleo. Magasin de Zoologie, (2)4(92): 1-10. (lire en ligne)
- Lefebvre, A. 1848. Réclamation adreessée à MM. Amyot et Serville au sujet du genre Macroceraia. Annales de la Société entomologique de France, (2)6: 199-203. (lire en ligne)
- Lefebvre, A. 1851. Observations relatives à l'empreinte d'un Lépidoptère fossile (Cyllo sepulta) du Docteur Boisduval. Annales de la Société entomologique de France, (2)9: 71-88. (lire en ligne)
- Lefebvre, A. 1851. Note sur l'Empis platyptera. Annales de la Société entomologique de France, (2)9: 125-130. (lire en ligne)
- Lefebvre, A. 1851. Note sur certains Insectes qui prennent la couleur des terrains sur lesquels ils se tiennent. Annales de la Société entomologique de France, (2)9: xxiv-xxv. (lire en ligne)
- Lefebvre, A. 1851. Note sur une chenille qui est venimeuse, mais seulement quand la plante qui lui sert de nourriture l’est elle-même. Annales de la Société entomologique de France, (2)9: xxv-xxvi. (lire en ligne)

## Autre source
- Jean Lhoste (1987). Les Entomologistes français. 1750-1950. INRA Éditions : 351 p.